# Erich Kaufmann (Sänger)

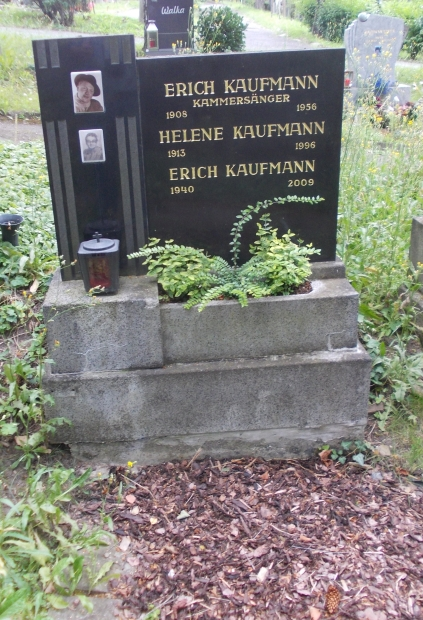
Grabstätte von Erich Kaufmann

Erich Kaufmann (* 22. November 1908 in Wien; † 22. August 1956 ebenda) war ein österreichischer Opernsänger.

## Leben
Der Bass Erich Kaufmann erhielt seine Ausbildung in Wien und begann 1935 seine Bühnentätigkeit als Chorsänger am Theater Basel. 1936 wurde er dort als Solist ins Ensemble aufgenommen. Im selben Jahr ging  Kaufmann zum Theater von Reichenberg. Nach einem erfolgreichen Gastspiel ging er 1938 an die Volksoper Wien, der er bis zu seinem Tod angehörte. Dort sang er eine Fülle von Rollen, z. B.:
- den Sarastro in der Zauberflöte von Wolfgang Amadeus Mozart,
- den Rocco im Fidelio von Ludwig van Beethoven,
- den Falstaff in Die lustigen Weiber von Windsor von Otto Nicolai,
- den Baculus im Wildschütz von Albert Lortzing,
- den d’Ursel im Kuhreigen von Wilhelm Kienzl,
- den Tommaso in Tiefland von Eugen d’Albert,
- den Ferrando im Troubadour von Giuseppe Verdi
- den König in Verdis Aida,
- den Colline in La Bohème von Giacomo Puccini,
- den Mesner in Puccinis Tosca,
- den Crespel in Hoffmanns Erzählungen von Jacques Offenbach,
- den Zuniga in Carmen von Georges Bizet sowie
- den Kezal in der Verkauften Braut von Bedřich Smetana.

Darüber hinaus trat Kaufmann häufig in der Operette auf (als Zsupán im Zigeunerbaron, als Weps im Vogelhändler, als Kagler in Wiener Blut sowie als Masaccio in Gasparone). An der Wiener Staatsoper gab er Gastauftritte, vor allem in Charakterrollen.
Kaufmanns letzte Ruhestätte befindet sich auf dem Neustifter Friedhof (6-14-21) in Wien.

## Aufnahmen
- Columbia (Eine Nacht in Venedig)
- Amadeo (Bettelstudent)
- Telefunken (Solo-Interpretationen von Wiener Lieder)
- Orfeo (Lieder und Duette von Johannes Brahms)